# Miomantis annulipes
Miomantis annulipes är en bönsyrseart som beskrevs av Werner 1916. Miomantis annulipes ingår i släktet Miomantis och familjen Mantidae. Inga underarter finns listade i Catalogue of Life.